# Benhuset i Sedlec
Benhuset i Sedlec (tjekkisk: Kostnice v Sedlci; tysk: Sedletz-Beinhaus), også kaldet Knoglekirken, er et romersk-katolsk kapel, der ligger under Allehelgens Kirkegårdskirke (tjekkisk: Hřbitovní kostel Všech Svatých), en del af det tidligere kloster i Sedlec, en forstad til Kutná Hora i Tjekkiet. Benhuset anslås at indeholde skeletter af mellem 40.000 og 70.000 mennesker, hvis knogler i mange tilfælde er blevet kunstnerisk indrettet til at danne dekorationer og inventar til kapellet. Benhuset er blandt de mest besøgte turistattraktioner i Tjekkiet og tiltrækker over 200.000 besøgende årligt.
Fire klokkeformede høje optager kapellets hjørner. En lysekrone af knogler, som indeholder mindst en af hver knogle i menneskekroppen, hænger fra midten af skibet med kranier, der drapererer hvælvingen. Andre værker omfatter piller og monstranser, der flankerer alteret, et våbenskjold fra Huset Schwarzenberg og signaturen fra František Rint, også udført i ben, på væggen nær indgangen.
Sammen med Sedlec-klosteret og resten af Kutná Horas centrum blev det opført som UNESCO verdensarv i 1995 på grund af sin unikke barokarkitektur.